# Ikšķile
Ikšķile (in tedesco Uexküll) è un comune della Lettonia di 8 346 abitanti. Il centro capoluogo contava una popolazione di 4 052 abitanti nel 2010.
È stata la prima capitale del vescovato cattolico di Livonia, anche noto con il nome tedesco di Üxküll, il cui primo vescovo fu san Meinardo di Riga, come riportato dalle Cronache di Enrico di Livonia.